# Ramble in Music City: The Lost Concert
Ramble in Music City: The Lost Concert — концертный альбом американской певицы Эммилу Харрис, выпущенный в 2021 году лейблом Nonesuch Records. Релиз содержит 23 композиции, записанные 28 сентября 1990 года в нэшвиллском Tennessee Performing Arts Center в сопровождении её новой на тот момент аккомпанирующей группы — акустического квинтета The Nash Ramblers, который сменил многолетнюю электрическую команду, The Hot Band. Хотя лонгплей следует в той же блюграсс-стилистике, что и концертный диск At the Ryman (1992), запечатлевший выступления Харрис и её ансамбля, состоявшиеся семью месяцами позже, он имеет совершенно другой трек-лист.

## Об альбоме
Желая обновить стилистику собственных выступлений, а также испытывая из-за проблем с горлом сложности с пением поверх громких электрических инструментов, Харрис в 1990 году расформировала свою давнюю аккомпанирующую группу The Hot Band и собрала акустический коллектив The Nash Ramblers. В том же году состоялся первый тур с новым ансамблем, в финале которого, 28 сентября, Харрис дала концерт в нэшвиллском Tennessee Performing Arts Center (TPAC). Представление было зафиксировано на аудиоплёнку, однако исключительно в историко-архивных целях — издавать этот материал не планировалось. Весной 1991 года состоялись знаменитые шоу Харрис и её недавно созданной команды в заброшенном и аварийном зале Ryman Auditorium. Представления имели большой общественный резонанс, помогли спасти это старое здание от сноса и были запечатлены в альбоме At the Ryman (1992). Последний завоевал премию «Грэмми», и на его фоне запись выступления в TPAC совсем ушла в тень и оказалась забыта на долгие годы. Тем не менее три десятилетия спустя музыкальный архивариус Джеймс Остин с лейбла Rhino Records обнаружил её и показал Харрис. Ознакомившись с находкой, Харрис решила выпустить запись в формате альбома.
Альбом Ramble In Music City: The Lost Concert был издан Nonesuch Records 3 сентября 2021 года на CD, виниле и цифровых площадках и включал 23 трека. В отличие от таких концертных альбомов Харрис как Last Date (1982) и At the Ryman (1992), целиком состоявших из произведений, которых она ранее не записывала, данный релиз, напротив, в основном включал песни, уже появлявшиеся в её альбомах. Проект отражал свойственный Харрис и The Nash Ramblers музыкальный стиль — глубоко укоренённый в блюграссе, но с регулярными отклонения в госпел и кантри. Представленная на лонгплее подборка материала сочетала народные песни, старые и современные кантри-композиции и поп-стандарты, в частности, такие любимые публикой номера как «If I Could Only Win Your Love», «Two More Bottles of Wine», «Hello Stranger», «One of These Days», «The Boxer», «Sweet Dreams», «Blue Kentucky Girl» и «Boulder to Birmingham». Вместе с тем большинство из этих 20 с лишним вещей прежде исполнялись Харрис и The Hot Band в электрическом формате и на сцене TPAC получили новые акустические интерпретации. Звучание концерта, по словам певицы, в альбоме было сохранено в первозданном виде: какие-либо огрехи в игре на инструментах либо пении не исправлялись. В то же время, хотя Остин и нашёл полную запись выступления, из-за ограничений по хронометражу на диск вошло не всё шоу.

## Рецензии
| Оценки критиков     | Оценки критиков |
| Источник            | Оценка          |
| ------------------- | --------------- |
| Mojo                | [ 9 ]           |
| American Songwriter | [ 5 ]           |
| Record Collector    | [ 10 ]          |
| Uncut               | [ 11 ]          |
| Holler              | [ 12 ]          |
| Acoustic Guitar     | без рейтинга    |

По оценке Сильвии Симмонс из журнала Mojo, концерт Харрис и The Nash Ramblers в TPAC так же хорош, если не лучше, как их выступление, запечатлённое в альбоме At the Ryman (1992). По её мнению, на диске нет неудачных треков — если только слушатель не против виртуозных инструменталов или не предпочитает слушать голос Харрис без сопровождения мужского гармонического пения. Среди наиболее ярких номеров выступления она перечислила «Sweet Dreams», «Boulder to Birmingham» и «Wayfaring Stranger». Согласно обозревателю издания Record Collector Майклу Хитли, хотя диск и записан семью месяцами раньше пластинки At the Ryman (1992) и на менее престижной площадке, он обладает собственной ценностью, поскольку имеет совершенно иной трек-лист. Описывая общую концепцию проекта он констатировал, что в нём «глянец коммерческого кантри заменён искренность мелодии», наглядным примером чего служит новая версия песни «If I Could Only Win Your Love».
Рецензент журнала Uncut Люк Торн выделил широту спектра интерпретированного на лонгплее материала, который, подаваясь в бескомпромиссно прогрессивном стиле, с одной стороны простирается в прошлое, к самым истокам Америки, а с другой — к современным кантри-авторам, таким как Родни Кроуэлл и Таунс Ван Зандт. При этом, по ощущениям журналиста, почти все треки в альбоме в исполнении Харрис, будь то её оптимистичная песня 1970-х годов «One Of These Days» или хит The Drifters «Save The Last Dance For Me» являют саму суть сопереживания. Как написал обозреватель American Songwriter Ли Циммерман, диск позволяет поклонникам и коллекционерам взглянуть на критически важный этап в постоянно меняющейся карьере Харрис, связанный с The Nash Ramblers, и служит достойным трибьютом этой исключительной группе, запечатлев её в момент, когда она только возникла. Также он выделил чистоту звучания записи, особенно с учётом её 30-летнего возраста. Со своей стороны Блэр Джексон из журнала Acoustic Guitar заключил, что выход проекта оказался «восхитительным сюрпризом»: новые акустически интерпретации песен Харрис выполнены добротно и всегда со вкусом, гармоническое пение — на высоте, и в целом материал сыгран с той же страстью и точностью, что и на знаменитом диске At the Ryman.
Музыкальный журналист Хэл Горовиц в статье для портала Holler, констатировал, что 76-минутный лонгплей своим выходом фактически удвоил объём совместного наследия Харрис и The Nash Rambler, поскольку имеет совершенно иной трек-лист, нежели пластинка At the Ryman, остававшаяся до недавнего времени единственным релизом, запечатлевшим короткую работу певицы с этой группой (студийных альбомов они вместе не записали). По мнению обозревателя, в представленном на диске шоу нет проходных номеров и в целом оно звучит свежо и ярко. Самыми примечательными песнями на лонгплее он назвал «Sweet Dreams» Дона Гибсона, «Leaving Louisiana in the Broad Daylight» Кроуэлла, «Hello Stranger», «If I Needed You» Ван Зандта и «Two More Bottles of Wine» Делберта Макклинтона, а попавшая на пластинку версия фирменной «Boulder to Birmingham», по мнению, Горовица заставит прослезиться даже бывалых поклонников артистки, слушавших данную композицию бесчисленное количество раз. Единственный недостаток он усмотрел в том, что при издании в виде альбома концерт в TPAC сократился с двух сетов до одного.

## Трек-лист
| №                   | Название                                  | Автор(ы)                             | Длительность |
| ------------------- | ----------------------------------------- | ------------------------------------ | ------------ |
| 1.                  | «Roses in the Snow»                       | Рут Фрэнкс                           | 2:33         |
| 2.                  | «Even Cowgirls Get the Blues»             | Родни Кроуэлл                        | 3:09         |
| 3.                  | «Beneath Still Waters»                    | Даллас Фрейзер                       | 4:07         |
| 4.                  | «If I Could Only Win Your Love»           | Чарли и Айра Лувин                   | 2:34         |
| 5.                  | «Amarillo»                                | Эммилу Харрис/Родни Кроуэлл          | 2:48         |
| 6.                  | «The Other Side of Life»                  | Алан О' Брайант                      | 2:57         |
| 7.                  | «If I Needed You»                         | Таунс Ван Зандт                      | 3:42         |
| 8.                  | «Two More Bottles of Wine»                | Делберт Макклинтон                   | 2:58         |
| 9.                  | «Mystery Train»                           | Герман Паркер                        | 2:32         |
| 10.                 | «My Songbird»                             | Джесси Винчестер                     | 3:28         |
| 11.                 | «Wayfaring Stranger»                      | Джон Уайет                           | 3:24         |
| 12.                 | «Green Pastures»                          | народная                             | 3:26         |
| 13.                 | «Blue Kentucky Girl»                      | Джонни Маллинз                       | 3:07         |
| 14.                 | «Hello Stranger»                          | Эй Пи Картер                         | 3:37         |
| 15.                 | «Remington Ride»                          | Херб Ремингтон                       | 2:46         |
| 16.                 | «One of These Days»                       | Эрл Монтгомери                       | 2:53         |
| 17.                 | «The Boxer»                               | Пол Саймон                           | 2:54         |
| 18.                 | «Born to Run»                             | Пол Кеннерли                         | 3:47         |
| 19.                 | «The Price I Pay»                         | Билл Паркер Уайлдз/Кристофер Хиллман | 5:03         |
| 20.                 | «Sweet Dreams»                            | Дон Гибсон                           | 3:55         |
| 21.                 | «Save the Last Dance for Me»              | Док Помус/Морт Шуман                 | 3:17         |
| 22.                 | «Leaving Louisiana in the Broad Daylight» | Родни Кроуэлл/Донован Коварт         | 3:19         |
| 23.                 | «Boulder to Birmingham»                   | Эммилу Харрис/Билл Дэнофф            | 3:38         |
| Общая длительность: | Общая длительность:                       | Общая длительность:                  | 75:54        |

## Позиции в чартах
| Чарт (2021)                             | Высшая позиция | Прим.  |
| --------------------------------------- | -------------- | ------ |
| США, Billboard, Top Album Sales         | 66             | [ 13 ] |
| США, Billboard, Top Current Album Sales | 38             | [ 13 ] |
| Великобритания, UK Americana Albums     | 4              | [ 14 ] |
| Великобритания, UK Country Compilations | 1              | [ 15 ] |
| Великобритания, UK Physical Albums      | 42             | [ 15 ] |
| Великобритания, UK Album Sales          | 47             | [ 15 ] |
| Шотландия, Scottish Albums              | 24             | [ 15 ] |
| Бельгия (Фландрия), Ultratop Albums     | 134            | [ 16 ] |

## Персонал
| Музыканты Эммилу Харрис — акустическая гитара, вокал The Nash Ramblers: - Сэм Буш — фиддл, мандолина, вокал - Рой Хаски-младший — бас - Ларри Атаманюк — ударные - Эл Перкинс — добро, банджо, вокал - Джон Рэндалл Стюарт — акустическая гитара, мандолина, вокал | Техперсонал - Продюсер: Аллен Рейнолдс - Записано в студии Fanta Professional Services, Нэшвилл, Теннесси - Инженеры звукозаписи: Джонни Розен, Марк Миллер - Спродюсировано к релизу Эммилу Харрис и Джеймсом Остином - Сведено в Allentown Studios, Нэшвилл, Теннесси, Марком Миллером, ассистент Мэтт «Бастер» Аллен - Мастеринг: Эрик Конн в студии Independent Masters, Нэшвилл, Теннесси - Менеджмент: Кен Левитан, Кевин Спеллман, Мишель Фишер на Vector Management - Арт-дирекшн и дизайн: Майкл Карни |

## Полезные ссылки
- Трек «Roses in the Snow» (аудио) на YouTube
- Трек «Sweet Dreams» (аудио) на YouTube
- Трек «Hello stranger» (аудио) на YouTube